# بیگو خیل
بیگو خیل (به انگلیسی: Begu Khel) یک منطقهٔ مسکونی در پاکستان است که در ناحیه لکی واقع شده‌است.